# شاين هيل
شاين هيل (بالإنجليزية: Shane Hill)‏ (5 أغسطس 1987 بلندن في المملكة المتحدة - ) هو لاعب كرة قدم بريطاني في مركز الوسط. لعب مع روشدين ودايموندز وشيفيلد يونايتد وTampa Bay Rowdies ‏ وHitchin Town F.C. ‏.

## وصلات خارجية
- شاين هيل على موقع قاعدة بيانات كرة القدم.إي يو (الإنجليزية)
- شاين هيل على موقع Soccerway.com (الإنجليزية)